# Cloroqualone
Cloroqualone là một loại GABAergic thuộc nhóm quinazolinone và là một dạng tương tự của methaquater được phát triển vào những năm 1980 và được bán chủ yếu ở Pháp và một số nước châu Âu khác. Nó có đặc tính an thần và chống ho do hoạt động chủ vận của nó tại tiểu loại của thụ thể GABAA và thụ thể sigma-1, và được bán một mình hoặc kết hợp với các thành phần khác như một loại thuốc ho. Cloroquopol có đặc tính an thần yếu hơn methaqueller và được bán vì tác dụng giảm ho hữu ích, nhưng đã bị rút khỏi thị trường Pháp năm 1994 vì lo ngại về khả năng lạm dụng và quá liều.